# Rita Lee e Roberto Tour Brasil 83
"Rita Lee e Roberto Tour Brasil 83", foi a 10ª turnê realizada pela cantora Rita Lee, baseado em seu álbum Rita Lee e Roberto de Carvalho, que ocorreu entre 11 de janeiro à 15 de maio de 1983. A turnê foi programada para ser apresentada em 25 cidades do Brasil, em 37 apresentações. A turnê foi idealizada após a gravação do especial O Circo, realizado no Ginásio do Ibirapuera em novembro de 1982.

## Antecedentes
Após quatro meses de elaboração, a turnê foi desenvolvida a partir da criação do especial O Circo, realizado em 1982, e tendo inicialmente um investimento de 200 milhões de cruzeiros para ser realizada, sendo metade do valor investido pela indústria de jeans Lee, e a outra metade investida pelo próprio casal Rita e Roberto, que visaram não ter interferências de patrocínios através de empresários do ramo. A excursão foi anunciada como uma megaprodução para o show business da época, com roteiro inicial de percorrer as 25 principais cidades do país de norte a sul, resultando em 37 apresentações. Os ensaios do show, ocorreram em um galpão localizado no munícipio de Diadema. A excursão foi concluída após quatro meses de duração, somando mais de 500 mil expectadores nas 37 apresentações realizadas em 23 cidades do Brasil. 

## Especial "O Circo"
O Circo foi um especial noturno de fim de ano da Rede Globo exibido em 10 de dezembro de 1982 às 21:30. Os especial foi composto pelos melhores momentos dos dois shows realizados por Rita Lee e Roberto de Carvalho nos dias 27 e 28 de novembro de 1982, no Ginásio do Ibirapuera em São Paulo. Cercada por coloridos palhaços, malabaristas, bailarinas, mágicos e anões, fazendo alusão à temática do circo. O cenário do show, que recriava um ambiente circense estilizado, foi idealizado por Mário Monteiro, Mauro Monteiro e Alfredo Árias. A cada música aconteciam transformações no cenário, que contava com um anel giratório de 15 metros de diâmetro. A cantora trocou de roupa em cena, cerca de 13 vezes, usando figurinos multicoloridos criados por Chico Spinoza. A produção de O Circo contou com mais de 200 profissionais, além dos 50 artistas circenses, músicos e colaboradores de diversas áreas. As performances de "Dançar Pra Não Dançar", "Nem Luxo, Nem Lixo", "Ovelha Negra" foram cortadas da exibição.

## Setlist
1. Jardins da Babilônia
2. Atlântida
3. Só de Você
4. Medley:

- "Saúde"
- "Chega Mais"
- "Banho de Espuma"

1. "Baila Comigo"
2. "Cor de Rosa-Choque"
3. "Mania de Você"
4. "Barata Tonta"
5. "Dançar Pra Não Dançar"
6. "Doce Vampiro"
7. "Eu e Meu Gato"
8. "Nem Luxo, Nem Lixo"
9. "Ovelha Negra"
10. "Flagra"
11. "Mamãe Natureza"

Caetano Veloso ("Sampa")"
1. "Vote em Mim"
2. "Lança Perfume"

1. Saúde
2. Jardins da Babilônia
3. Atlântida
4. Dançar Pra Não Dançar
5. Cor de Rosa-Choque
6. Mania de Você
7. Chega Mais
8. Flagra
9. Lança Perfume

1. Saúde
2. Jardins da Babilônia
3. Atlântida
4. Doce Vampiro
5. Barata Tonta
6. Mania de Você
7. Ovelha Negra
8. Cor de Rosa-Choque
9. Baila Comigo
10. Mamãe Natureza
11. Papai me Empresta o Carro
12. Ôrra Meu
13. Vote em Mim
14. Chega Mais
15. Banho de Espuma
16. Flagra
17. Lança Perfume

## Cenário
O cenário da turnê nominado de "palco cor-de-rosa", teve seu design e estruturas idealizadas por Wagner Baldinato, e ocupava o espaço de 264 metros quadrados. Era constituído por duas grandes passarelas de 14 metros de cada, que se encontravam ao fundo do cenário, e se estendiam até perto das arquibancadas dos ginásios e estádios onde se apresentassem, assim permitindo que Rita pudesse correr e realizar brincadeiras com o público durante a apresentação. Além de um elevador hidráulico que emergia a cantora de um buraco circular no centro do palco. Ao todo, 10 mil watts de som, 300 refletores, 4 canhões super trouper, somando cerca de 20 toneladas de equipamentos fazendo parte da parafernália. Os microfones e guitarras eram de última geração para a época, sem necessidades de fios ou cabos plugados para execução, sendo controlados por controles remotos, dando maior mobilidade para Rita e Roberto no palco.

## Concerto Sinopse (Espetáculo - O Circo)
O show inicia com 50 artistas circenses correndo pelo palco para "esquentar" a plateia, com Rita sendo a última a aparecer vestida de palhaço, ela convida prepara o público presente para o início do espetáculo, e retira a fantasia para cantar a primeira música do repertório, "Jardins da Babilônia", Rita cantou vestida com uma túnica lilás sobre uma malha branca. Enquanto isso, Roberto de Carvalho e todo o restante da banda, vestiam roupas bem coloridas com a estética do álbum recém lançado. Seguindo para "Atlântida", Rita canta essa ao mesmo tempo que toca guitarra junto com Roberto. Nesse momento, o circo coberto por fumaça, gelo seco e luzes vermelhas e brancas, que iluminam os 300m quadrados de espelhos de acrílicos dourados e prateados.
César Camargo e Roupa Nova entram em cena para acompanhar a banda, enquanto Rita canta "Só de Você", sentada em um piano branco tocado por César, com Rita nesse momento, vestindo uma saia de tule e mangas azuis. Ainda durante a performance, uma dança clássica feita por um casal, em que era possível somente ver a silhueta de ambos nas laterais do palco. Além de um gigante porta-retrato com a capa do disco Rita Lee e Roberto de Carvalho, e uma rosa branca gigante no centro do palco, fazem parte dessa performance. Rita retorna vestindo uma túnica colorida para cantar um medley composto por "Saúde", "Chega Mais" e "Banho de Espuma", o que deixou os 20 mil expectadores presentes em euforia. Seguindo então para "Baila Comigo".
A base giratória do palco então realiza sua primeira revelação, um par de pernas femininas gigantes. Rita retorna ao palco para cantar "Cor de Rosa-Choque", vestindo um espartilho negro e rosa com seios volumosos, em que ela usou deste adereço para dançar de forma bem cômica. À seguir, um momento mais suave para que "Mania de Você", pudesse ser cantada por Rita, que também tocava guitarra ao mesmo tempo. Destaque para a proposital troca de versos feitos por ela nesta última, com ela chegando à brincar com a plateia: "Vocês não conheciam essa?". Continuando o clima apaixonado, "Barata Tonta" é interpretada com Rita usando antenas na cabeça, e uma saia diagonal colorida. Rita em seguida convida o público presente para dançar ao som de "Dançar Pra Não Dançar".
Rita volta ao palco vestida de noiva para cantar "Doce Vampiro", enquanto novamente tocava guitarra, e o palco era tomado pela fumaça de gelo seco. Os primeiro acordes de "Eu e Meu Gato" era reproduzida pela banda, enquanto a base giratória do centro do palco, revela um cenário retratando pequenas casas cenográficas, como uma vizinhança, em que Rita fantasiada de gata, reproduz som de miados para interpretar a canção. Para "Nem Luxo, Nem Lixo" e "Ovelha Negra", a fantasia de gata deu lugar a um casaco de retalhos para esta performance. Reaparecendo com um casaco de pelúcia rosa, óculos escuros e um pequeno chapéu, Rita entoa o sucesso "Flagra". Seguindo com Caetano Veloso, que entra para cantar "Mamãe Natureza" com Rita, que leva o público ao delírio.
Rita cede o palco para que Caetano cante sozinho, a música "Sampa", Rita nesse momento aprecia a apresentação de longe enquanto fuma um cigarro. Rita retorna de terno cinza e gravata, fazendo uma evidente imitação aos políticos tradicionais, ela propõe sua plataforma de "prazer total" para cantar "Vote em Mim". Os jogadores de futebol Sócrates, Casagrande e Vladimir entram nesse momento, e entregam para Rita, uma camiseta do Corinthians para ela. E a performance finaliza com Rita com o anunciando sua candidatura à presidência do Brasil de forma bem humorada. O desfecho do espetáculo se aproxima com os 50 palhaços, artistas circenses e convidados voltando ao palco. Muito confete, serpentinas e uma chuva de balões coloridos que cai sobre a plateia do Ginásio do Ibirapuera, para que todos cantassem "Lança Perfume". Com Rita vestida de palhaço assim como no começo do espetáculo.

## Tour Book
Em janeiro de 1983, um tour book da turnê foi lançado e comercializado nos locais de apresentações em que a turnê passou. O conteúdo da revista de 24 páginas, continha fotos inéditas de turnês anteriores, além de registros dos shows realizados em 1982 para o especial "O Circo" em São Paulo, além de um catalogo com a discografia solo de Rita lançados entre 1974-1982. Por fim, uma ficha técnica da equipe responsável pela produção da excursão, e encerrando o conteúdo do tour book, o roteiro inicial completo das cidades brasileiras que a turnê percorreria, além da foto usada para a capa do álbum Rita Lee e Roberto de Carvalho. Ao todo, a revista teve uma tiragem inicial de 10 mil exemplares produzidos.

## Curiosidades
- Rita e Roberto realizariam dois shows na discoteca Noites Cariocas no Morro da Urca no Rio de Janeiro, para os dias 07 e 08 de janeiro respectivamente.[7] Os shows seriam como uma prévia do que a turnê seria, onde usaram apenas parte do equipamento construído sob encomenda para a excursão. O primeiro show chegou a ser realizado no dia 07 de Janeiro de 1983, para cerca de 2.000 pessoas presentes, e tinha a estimativa de ter cerca de uma hora de duração, porém acabou sendo finalizado com apenas 45 minutos de apresentação. Das treze músicas programadas no repertório, nove apenas foram concluídas. Isso foi ocasionado devido a uma crise de desidratação sofrida por Rita durante o show. O segundo show marcado para o dia seguinte (08), foi cancelado. E o show de estreia que iria ocorrer em 10 de janeiro de 1983 em Vitória, foi remarcado para o dia seguinte (11). Ambos em virtude do ocorrido.[8]

- Após a realização do sexto show da turnê em Natal no dia 26 de janeiro de 1983, Rita Lee doou 500 mil cruzeiros para o Centro de Reabilitação Infantil da capital.[9]
- Em um dos shows realizado em São Paulo no Ginásio do Ibirapuera, o baixista Lee Marcucci, que estava presente na plateia, subiu ao palco e tocou contrabaixo durante a performance de "Jardins da Babilônia".
- A música "Jardins da Babilônia", foi substituída por "Esse Tal de Roque Enrow" em datas selecionadas. Como exemplo, o show realizado em 16 de abril de 1983 em Brasília.[10]
- No "Tour Book" da turnê que era comercializada nos shows, destaca que Araraquara, Uberlândia, Cuiabá, Campo Grande (MS) e Florianópolis eram cidades em que a turnê iria se apresentar, o que não aconteceu.
- Rita Lee quebrou um hiato de oito anos sem realizar show, em Brasília. Devido a ditadura militar, que a impediu de se apresentar no Distrito Federal durante a Turnê "Entradas e Bandeiras" em 1976, e a Turnê "Mania de Você" em 1980. Sua última apresentação havia sido na Turnê "Fruto Proibido" em setembro de 1975. Durante a apresentação de 1983, ela comentou sobre este ocorrido antes de cantar "Vote em Mim".[11]
- Durante o show realizado no dia 03 de maio de 1983 em Maringá, Rita Lee foi atingida no olho por algum objeto lançado da plateia, fazendo com que ela não enxergasse muito bem pelo restante da apresentação.
- Segundo a Revista Veja publicada em 11 de maio de 1983, a produção da turnê foi composta por 56 pessoas. E com seis caminhões para locomoção da estrutura do palco por todo o país.
- Roberto de Carvalho perdeu 6 quilos somente com os ensaios da turnê, que chegaram à somar 10 quilos perdidos na conclusão da excursão.
- Nos shows realizados no Rio de Janeiro nos dias 14 e 15 de maio, Rita Lee apresentou "Vote em Mim" dentro de uma caçamba que foi erguida e movida por uma grua montada dentro do Maracanãzinho. Rita durante a performance, jogou moedas de chocolates para o público que estavam em baixo da mesma. A estrutura foi planejada de ser utilizada durante os seis shows realizados em São Paulo em março, porém não pode ser usada devido ao risco do piso do Ginásio do Ibirapuera afundar por existir um lençol freático no subsolo, assim o ginásio não comportaria as 16 toneladas do guindaste. [12]

## Datas da Turnê
| Data                    | Cidade                | País   | Local                     |
| ----------------------- | --------------------- | ------ | ------------------------- |
| Shows Pré-Turnê         |                       |        |                           |
| 27 de Novembro de 1982  | São Paulo             | Brasil | Ginásio do Ibirapuera     |
| 28 de Novembro de 1982  | São Paulo             | Brasil | Ginásio do Ibirapuera     |
| 07 de Janeiro de 1983   | Rio de Janeiro        | Brasil | Morro da Urca             |
| Datas                   |                       |        |                           |
| 11 de Janeiro de 1983   | Vitória               | Brasil | Ginásio Dom Bosco         |
| 15 de Janeiro de 1983   | Salvador              | Brasil | Estádio Fonte Nova        |
| 19 de Janeiro de 1983   | Aracaju               | Brasil | Ginásio Constâncio Vieira |
| 22 de Janeiro de 1983   | Recife                | Brasil | Ginásio Geraldão          |
| 24 de Janeiro de 1983   | João Pessoa           | Brasil | Clube Astréa              |
| 26 de Janeiro de 1983   | Natal                 | Brasil | Estádio Castelão          |
| 29 de Janeiro de 1983   | Fortaleza             | Brasil | Ginásio Paulo Sarasate    |
| 02 de Fevereiro de 1983 | Teresina              | Brasil | Ginásio do Verdão         |
| 05 de Fevereiro de 1983 | Belém                 | Brasil | Ginásio Esportivo da ESEF |
| 06 de Fevereiro de 1983 | Belém                 | Brasil | Ginásio Esportivo da ESEF |
| 04 de Março de 1983     | São Paulo             | Brasil | Ginásio do Ibirapuera     |
| 05 de Março de 1983     | São Paulo             | Brasil | Ginásio do Ibirapuera     |
| 06 de Março de 1983     | São Paulo             | Brasil | Ginásio do Ibirapuera     |
| 11 de Março de 1983     | São Paulo             | Brasil | Ginásio do Ibirapuera     |
| 12 de Março de 1983     | São Paulo             | Brasil | Ginásio do Ibirapuera     |
| 13 de Março de 1983     | São Paulo             | Brasil | Ginásio do Ibirapuera     |
| 22 de Março de 1983     | Campinas              | Brasil | Ginásio Guarani           |
| 23 de Março de 1983     | Campinas              | Brasil | Ginásio Guarani           |
| 26 de Março de 1983     | São José do Rio Preto | Brasil | Ginásio Clube da Palestra |
| 27 de Março de 1983     | São José do Rio Preto | Brasil | Ginásio Clube da Palestra |
| 30 de Março de 1983     | Ribeirão Preto        | Brasil | Cava do Bosque            |
| 31 de Março de 1983     | Ribeirão Preto        | Brasil | Cava do Bosque            |
| 02 de Abril de 1983     | Santos                | Brasil | Clube Vasco da Gama       |
| 03 de Abril de 1983     | Santos                | Brasil | Clube Vasco da Gama       |
| 09 de Abril de 1983     | Belo Horizonte        | Brasil | Ginásio Mineirinho        |
| 12 de Abril de 1983     | Goiânia               | Brasil | Ginásio Rio Vermelho      |
| 13 de Abril de 1983     | Goiânia               | Brasil | Ginásio Rio Vermelho      |
| 16 de Abril de 1983     | Brasília              | Brasil | Estádio Pelezão           |
| 23 de Abril de 1983     | Porto Alegre          | Brasil | Ginásio Gigantinho        |
| 24 de Abril de 1983     | Porto Alegre          | Brasil | Ginásio Gigantinho        |
| 30 de Abril de 1983     | Londrina              | Brasil | Ginásio Moringão          |
| 01 de Maio de 1983      | Londrina              | Brasil | Ginásio Moringão          |
| 03 de Maio de 1983      | Maringá               | Brasil | Ginásio Chico Neto        |
| 07 de Maio de 1983      | Curitiba              | Brasil | Ginásio Tarumã            |
| 08 de Maio de 1983      | Curitiba              | Brasil | Ginásio Tarumã            |
| 14 de Maio de 1983      | Rio de Janeiro        | Brasil | Maracanãzinho             |
| 15 de Maio de 1983      | Rio de Janeiro        | Brasil | Maracanãzinho             |

### Apresentações canceladas
| Data                 | Cidade         | País   | Local                     | Motivo                              |
| -------------------- | -------------- | ------ | ------------------------- | ----------------------------------- |
| 8 de Janeiro de 1983 | Rio de Janeiro | Brasil | Morro da Urca             | Problemas de saúde por desidratação |
| 30 de Março de 1983  | Araraquara     | Brasil | Ginásio Gigantão          | Desconhecido                        |
| 6 de Abril de 1983   | Uberlândia     | Brasil |                           | Desconhecido                        |
| 20 de Abril de 1983  | Cuiabá         | Brasil |                           | Desconhecido                        |
| 23 de Abril de 1983  | Campo Grande   | Brasil |                           | Desconhecido                        |
| 27 de Abril de 1983  | Florianópolis  | Brasil | Estádio Orlando Scarpelli | Desconhecido                        |

## Ficha Técnica

### Músicos
- Rita Lee - Vocais e Guitarra
- Roberto de Carvalho - Guitarra
- Renato Figueiredo - Baixo
- Mario Testoni Junior / Antonio Bruno Masetti Cardozo - Tecladista
- Mario Franco Thomaz (Marinho) - Baterista
- Maria do Carmo Diniz / Suely Gondim Novaes de Oliveira / Eliane Fernandes (Tuca) - Backing Vocais

### Equipe Executiva
- Leonardo Netto - Direção da Turnê
- Rogério Costa - Coordenação Executiva
- Wagner Baldinato - Direção Técnica
- Cecília Assef - RP/Divulgação e Assessoria Geral
- Suely Aguiar - Road Manager
- Edson Sombra Jones - Coordenação de Palco e Bastidores

### Equipe Técnica
- Auro Soderi Júnior - Design de Iluminação
- Marcos Antônio Olívio / Sidney Honório / Mario Moraes de Oliveira / Auro Soderi Júnior - Equipe de Iluminação
- Wagner Baldinato - Design do Palco, Cenário e Estruturas
- Interfom - Engenharia e Tecnologia de Áudio
- Gerson Rangel Taveira - Engenharia de Áudio
- Milton Rodrigues / José Francisco Marin (Inhá) / Gedeão Silva - Equipe de Áudio
- Pupe - Cenários e Estruturas
- Lázaro Batista Ferreira - Direção de Montagem (Palco / Cenário)
- Manoel Silva / Luis Carlos Paulo / José dos Santos - Montagem Palco/Cenário
- Vasco da Gama Pinto - Coordenador de Cargas e Transporte
- Pentágono - Transportes Rodoviários
- Mario Oyama - Massagista
- Fonseca's Gang - Segurança
- Ricardo Hollender da Fonseca / Douglas Leite - Supervisores de Segurança